# 錫蘭總督

錫蘭總督旗 1798–1948

錫蘭總督（英語：Governor-General of Ceylon）是錫蘭君主在錫蘭的代表，而錫蘭國王同時為英國國王。錫蘭總督一職由錫蘭總理推薦並由英國君主任命。錫蘭於1948年從大英帝國中獨立，成為自治領。直至1972年錫蘭修改憲法，斯里蘭卡共和國成立，錫蘭總督一職廢除。

## 殖民地時期
錫蘭總督（Governor of Ceylon）在殖民地時期由英國首相推薦並由英國君主任命。是錫蘭殖民地的最高行政官員。錫蘭於1798年成為大英帝國殖民地，直至1948年獨立。
- 弗雷德里克·诺思（Frederick North）,1798年10月12日——1805年7月19日

- 托马斯·梅特兰爵士（Sir Thomas Maitland ）1805年7月19日 - 1811年3月19日

- 罗伯特·布朗里格（Robert Brownrigg）,1812年3月11日- 1820年2月1日

- 爱德华·佩吉特（Edward Paget）,1822年2月2日- 1822年11月6日

- 爱德华·巴恩斯（Edward Barnes）,1824年的1月18日- 1831年10月13日

- 罗伯特·威尔默-霍顿（Robert Wilmot-Horton）,1831年10月23日——1837年11月7日

- 詹姆斯·亚历山大·斯图尔特-麦肯齐（James Alexander Stewart-Mackenzie）,1837年11月7日——1841年4月15日

- 科林·坎贝尔爵士（Sir Colin Campbell）,1841年4月15日- 1847年4月19日

- 托灵顿子爵（The Viscount Torrington）,1847年5月29日- 1850年10月18日

- 乔治·威廉·安德森爵士（Sir George William Anderson）,1850年11月27日- 1855年1月18日

- 亨利·乔治·沃德（Henry George Ward）,1855年5月11日- 1860年6月30日

- 查尔斯·贾斯汀·麦卡锡（Charles Justin MacCarthy）,1860年10月22日——1863年12月1日

- 夏喬士·羅便臣爵士(Sir Hercules Robinson),1865年3月21日- 1872年1月4日,代理到1865年5月16日

- 威廉·亨利·格里高利（William Henry Gregory）,1872年3月4日——1877年9月4日

- 詹姆斯·罗伯特·隆顿爵士（Sir James Robert Longdon）,1877年9月4日- 1883年7月10日

- 阿瑟·汉密尔顿-戈登爵士（Sir Arthur Hamilton-Gordon）,1883年12月3日- 1890年5月28日

- 亚瑟·埃利班克·哈夫洛克（Arthur Elibank Havelock）,1890年5月28日- 1895年10月24日

- 约瑟夫·韦斯特·里奇韦（Joseph West Ridgeway）、1896年2月10日- 1903年11月19日

- 卜力爵士(Sir Henry Arthur Blake),1903年12月3日- 1907年7月11日

- 亨利·爱德华·麦卡勒姆爵士（Sir Henry Edward McCallum）,1907年8月24日——1913年1月24日

- 罗伯特·查尔莫斯（Robert Chalmers),1913年10月18日——1915年12月4日

- 约翰·安德森爵士(Sir John Anderson),1916年4月15日- 1918年3月24日

- 威廉·亨利·曼宁爵士（Sir William Henry Manning）,1918年9月10日- 1925年4月1日

- 休·克利福德爵士（Sir Hugh Clifford）,1925 - 1927年11月30日

- 赫伯特·斯坦利爵士（Sir Herbert Stanley）,1928年8月20日——1931年2月11日

- 格雷姆·汤姆森爵士（Sir Graeme Thomson）,1931年4月11日- 1933年9月20日

- 司徒拔爵士(Sir Reginald Edward Stubbs),1933年12月23日- 1937年6月30日

- 郝德傑爵士(Sir Andrew Caldecott),1937年10月16日- 1944年9月19日

- 亨利·蒙克-梅森·穆尔爵士（Sir Henry Monck-Mason Moore）,1944年9月19日——1948年2月4日

## 錫蘭總督旗

錫蘭總督旗 (1953-1972)
錫蘭總督旗 (1948-1953)

## 自治領時期

### 锡兰总督
| 肖像 | 姓名                                                       | 生             | 卒             | 总督就任      | 总督离任      | 君主                  |
| ---- | ---------------------------------------------------------- | -------------- | -------------- | ------------- | ------------- | --------------------- |
|      | 亨利·蒙克-梅森·穆爾爵士 （Henry Monck-Mason Moore）        | 1887           | 1964           | 1948年2月4日  | 1949年7月6日  | 喬治六世              |
|      | 索爾伯里子爵 （Herwald Ramsbotham, 1st Viscount Soulbury） | 1887年3月6日   | 1971年1月30日  | 1949年7月6日  | 1954年7月17日 | 喬治六世 伊丽莎白二世 |
|      | 代理 C.纳加林甘法官 (C. Nagalingam)                        | 1893年10月25日 | 1958年10月25日 | 1954          | 1954          | 伊丽莎白二世          |
|      | 索爾伯里子爵                                               | 1887年3月6日   | 1971年1月30日  | 1954          | 1954年7月17日 | 伊丽莎白二世          |
|      | 奧利佛·古涅狄萊克爵士 （Oliver Ernest Goonetilleke）       | 1892年10月20日 | 1978年12月17日 | 1954年7月17日 | 1962年3月2日  | 伊丽莎白二世          |
|      | 威廉·高伯拉瓦 （William Gopallawa）                        | 1897年9月17日  | 1981年1月31日  | 1962年3月2日  | 1972年5月22日 | 伊丽莎白二世          |